# Tipula powersi
Tipula powersi är en tvåvingeart som beskrevs av Alexander 1965. Tipula powersi ingår i släktet Tipula och familjen storharkrankar. Inga underarter finns listade i Catalogue of Life.